# 氨甲酰磷酸合成酶

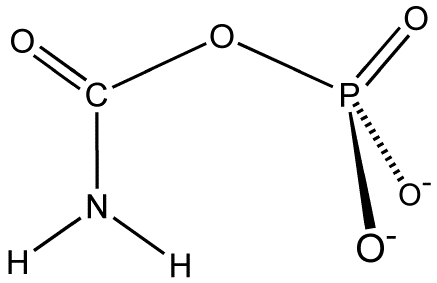
氨甲酰磷酸

氨甲酰磷酸合成酶（英語：Carbamoyl phosphate synthetase）是催化自穀氨醯胺（EC 6.3.5.5）或氨（EC 6.3.4.16）与碳酸氢盐合成氨甲酰磷酸这一反应的一种ATP依赖性酶。此酶催化ATP与碳酸氢盐产生了氨甲酰磷酸与ADP。羰基磷酸盐先与氨反应产生氨基甲酸盐。接下来，氨基甲酸盐与第二分子的ATP反应生成氨甲酰磷酸与ADP。
在原核生物与真核生物中，氨甲酰磷酸合成酶催化了嘧啶与精氨酸的生物合成以及大多数陆栖脊椎动物尿素循环中的首个关键步骤。大多数原核生物都只有一种类型氨甲酰磷酸合成酶，后者同时用于精氨酸与嘧啶的生物合成，然而某些细菌有着分别不同的类型。
此酶有三种不同型，供应各不相同的功能。
- 氨甲酰磷酸合成酶Ⅰ（线粒体酶，尿素循环）
- 氨甲酰磷酸合成酶Ⅱ（胞质溶胶酶，嘧啶代谢）
- 氨甲酰磷酸合成酶Ⅲ（存在于鱼类之中）[3]。

## 机理
氨甲酰磷酸合成酶的机制由三个不同步骤组成，并且都是不可逆反应。
1. 碳酸氢盐被ATP磷酸化，产生出羰基磷酸盐。
2. 羰基磷酸盐接下来与氨反应生成氨基甲酸盐，并释放一份子无机磷酸。
3. 第二个ATP分子接下来磷酸化氨基甲酸盐，即生成氨甲酰磷酸。

目前已知，此酶的活性可被三羟甲基氨基甲烷或羟乙基哌嗪乙磺酸缓冲液致使失活。

## 结构
氨甲酰磷酸合成酶（CPSase）是一个异二聚酶，由一大一小两个亚基组成（CPSase Ⅲ则是个例外，其由单个多肽链组成，这有可能起因于谷氨酰胺酶与合成酶域两者之间的基因融合）。氨甲酰磷酸合成酶具有三个活性位点，其中一个位于小亚基，另外两个位于大亚基。小亚基包含有穀氨醯胺结合位点并催化谷氨酰胺水解为谷氨酸与氨，后者被转移到大链上被用于合成氨甲酰磷酸。小亚基具有一个3-层次的β/β/α结构，这一结构在一般蛋白质中被普遍认为是一个可活动单元，可以转移氨。氨甲酰磷酸合成酶小亚基的C-末端域具有谷氨酰胺氨基转移酶活性。大亚基具有两个同源的羧基磷酸盐域，两个都具有ATP结合位点；然而，N-末端羧基磷酸盐域主催化碳酸氢盐的磷酸化，然而C-末端域主催化氨基甲酸盐中间体的磷酸化。氨甲酰磷酸合成酶大亚基中有重复的羧基磷酸盐域，这一域在生物素依赖性的酶乙酰辅酶A羧化酶（ACC）、丙酰辅酶A羧化酶（PCCase）、丙酮酸羧化酶（PC）与尿素羧化酶之中亦有单拷贝。
细菌氨甲酰磷酸合成酶之中的大亚基具有四个二级结构域：羧基磷酸盐域1、低聚域、氨甲酰磷酸域2以及变构域。大腸桿菌的氨甲酰磷酸合成酶异质二聚体含有两个分子通道：一个氨通道以及一个氨基甲酸盐通道。这些域间隧道将三个不同的活性位点相互连接起来，并作为不稳定的反应中间体（氨和氨基甲酸盐）在相关的活性位点之间传递的通道。氨甲酰磷酸合成酶的催化机制涉及到氨基甲酸盐自位于大亚基的N-末端域的合成位点扩散穿过酶的内部继而到达位于C-末端域的磷酸化位点。